# Джордж Мартінс
Джордж Мартінс (24 грудня 1905 — 23 березня 1989) — індійський хокеїст на траві.
Олімпійський чемпіон 1928 року.